# Viničarji
Dramo je objavil Jože Pahor v knjigi leta 1951, premierno pa je bila uprizorjena v ljubljanski Drami že 28. septembra 1937. Dogajalni čas je pred drugo svetovno vojno.

## Osebe
- Marko Lah, veleposestnik in vinski trgovec
- Andro, njegov sin
- Ljuba, njegova hči
- Granič, viničar
- Lenart, njegov sin
- Tunika, njegova hči
- Klema, Lahova uradnica
- Komisar, Lahov bodoči zet
- Anžur, Lahov zaupnik
- Slokan, ravnatelj
- Dremec, Trbulek, Cik, Jurančič, Guna, Mislej, Čuš, Voglar, Sadajc, viničarji
- Hana, viničarka
- Služkinja, poslovodja, župan, podžupan, žena, bebec, mladenič, dva godca

## Vsebina

### 1. dejanje
Župan se zahvaljuje Lahu, da je zgradil hiralnico, a za Laha je to le reklama, pod videzom dobrotnika skriva brutalnega cinika. Tajnici Klemi, ki jo je bil naredil za svojo ljubico, se gnusi, s sinom sta v sporu, viničarje goljufa pri plačilu. Ti se upirajo, a jih s pomočjo Anžurja zlahka razcepi in zmede. Le Lenart in še nekaj mlajših se mu ne uklonijo, zato so mu trn v peti, navajen je, da se ga vsi boje.

### 2. dejanje
Andro je v družini osamljen, oče in sestra ga zaničujeta, on zaničuje njiju. Klema se ga sprva boji, kasneje, ko spozna njegovo bolečino, mu je naklonjena. Andro sovraži očetovo ravnanje z viničarji, še posebej pa mu zameri trpljenje svoje umrle matere. Je ponosen in delaven, oče ga kljub nasilju ne more zlomiti.

### 3. dejanje
Ljuba, površna in užitkom vdana ženska, se z zaročencem odpravlja k morju. Lah naroči k sebi lepo Tuniko in ji ponuja službo, kajti dekle mu je močno všeč. Da bi lažje izpeljal svoje načrte, se s Slokanom dogovori za gostijo, s katero bo proslavil dobro kupčijo. Anžur Lahu pove, da Lenart ščuva viničarje k uporu, pri tem da ga podpira Andro, celo na viničarskem zborovanju da je govoril. Anžur je večini obljubil denarja in jih tako pridobil za Laha. Ta mu naroči, naj viničarje povabi na gostijo, seveda s hčerami. Andro se v svoji osamljenosti zateče h Klemi, ki mu skuša vliti čim več poguma; pridruži se jim Lenart, ki išče sestro. Zaloti jih Lah, pokaže Lenartu vrata, njemu in sinu grozi s palico, a si le ne upa udariti.

### 4. dejanje
Oče in sin se skušata pogovoriti, a sta hitro vsaksebi, saj sta njuni poti povsem nasprotni: Andro je na strani izkoriščanih, Lahu je izkoriščanje pot do uspeha in moči. Sinu očita, da je prerok za novi svet, da rovari zoper njega, nazadnje ga sooči z Anžurjem. Andro obema napove dan sodbe. Boril se bo do konca na strani tistih, ki jih spreminjata v sužnje. V sredo konflikta pade še Lenart, besen raztrga ruto, ki jo je bil Lah podaril tuniki, in ko se Lah spravi nanj s palico, palico zlomi in ponosno odide. Andro stopi na Lenartovo stran zoper očeta, kar tega tako razkači, da sina oklofuta. Klema se požene vmes in ju loči, a prepad med očetom in sinom se še poglobi.

### 5. dejanje
Viničarji poželjivo spremljajo priprave na gostijo, ženske opravljajo Lahovo hčer, ki je menda ušla surovemu ženinu, Hana deli cinične nasvete mlajšim, kako naj ožemajo gospodo, da bodo iztisnile čim več. Pride Lah, odločen, da spet vzpostavi ugled, ki mu ga je Lenartovo dejanje močno omajalo: Anžurju ukaže, da mora priti na gostijo Granič s Tuniko; pred njiju bo ponižal Lenarta, vsem pokazal svojo moč. Nato izplača delavce in jih nagovori, naj se uprejo hujskačem, kar oni v svojem hlapčevstvu sprejmejo. Gostje prihajajo, zabava ubira razbrzdana pota, ko Anžur pripelje Tuniko. Lah skuša na silo premagati njen strah, jo objema, tedaj plane v sobo Klema in Lenartu zunaj zakliče, da je Tunika tu. Lenart se skuša prebiti do nje, a ga hlapčevski viničarji pobijejo do smrti. Ogorčeni Andro si pribori vstop v sobo, obtoži očeta in Anžurja, da sta morilca, in ko Anžur potegne pištolo, mu jo iztrga in ga ustreli. Klema vrže Lahu v obraz, da je sicer zmagal, toda s krvavimi rokami. Lah je strt, uničen, v njem se končno uveljavi trpeči oče.